# Vịt Grimaud
Vịt Grimaud hay còn gọi là vịt siêu nạc là giống vịt công nghiệp có nguồn gốc từ Pháp do tập đoàn GRIMAUD Pháp (Công ty Grimoud Frère) lai tạo mà thành, chúng là một trong những giống vịt có xuất xứ từ Châu Âu. Giống vịt này được ứng dụng rộng rãi trong nhiều mô hình trang trại và có giá trị kinh tế cao được xuất bán rộng rãi ở nhiều nơi. Vịt thương phẩm đa dạng nhiều chủng loại vịt giống, hiện nay vịt Grimaud có ba chủng loại được nuôi phổ biến là STAR 42, STAR 53, STAR 76, riêng dòng vịt chuyên trứng STAR 13 đã được Nhà nước Việt Nam công nhận là một giống vật nuôi được kinh doanh, sản xuất tại Việt Nam. 

## Đặc điểm

### Cho thịt
Giống vịt Grimaud ít mỡ, tỉ lệ thịt cao, ít tiêu tốn thức ăn, tăng trọng nhanh, thời gian nuôi ngắn hơn các giống vịt địa phương (khoảng 56 - 60 ngày tuổi là có thể bán), nhưng vẫn cho sản phẩm thịt có chất lượng tốt Tỷ lệ thịt cao ít mỡ. Tỷ lệ tiêu tốn thức ăn thấp, tăng trọng nhanh có khả năng sản xuất các cấp độ vịt siêu thịt theo sự lựa chọn giống ban đầu. tỷ lệ nuôi sống lúc bán thịt đạt trên 95%, vịt đồng đều, dễ bán, 56 ngày tuổi là có thể bán, tỉ suất lợi nhuận sau 2 tháng nuôi là 12%.
Giống vịt Grimaud cho tốc độ tăng trọng rất nhanh, lớn con, thời gian nuôi ngắn hơn so với các giống vịt nội địa được nuôi cùng thời điểm, thích nghi với mật độ thả là ba con/m2, những ngày tuổi đầu cơ thể vịt rất mẩm cảm với thay đổi thời tiết, phải úm đủ nhiệt độ Sau thời gian nuôi 53 ngày tỉ lệ hao hụt là 3%. Ở cấp độ vịt thương phẩm là những dòng vịt thuần chủng, chưa bị đồng huyết, có khả năng cho nạc sớm, có thể được giết mổ 45 ngày tuổi (đạt trung bình 3,2 kg trọng lượng), do đó tiết kiệm chi phí thức ăn, giảm thiểu rủi ro, đây là dòng vịt siêu nạc nên tỉ lệ hao hụt thấp hơn trong quá trình giết mổ so với các loại vịt mỡ khác và chất lượng thịt vịt ngon. 

### Cho trứng
Ngoài giá trị là 1 giống vịt siêu thịt, cho nguồn thu nhất định từ trứng Vịt Grimaud không chỉ ăn ít và mau lớn, Vịt Grimaud đẻ khá nhiều trứng. Trung bình trong 46 tuần một con vịt Grimaud sẽ đẻ 260 trứng. Tỉ lệ trứng cao, có khả năng đẻ tới 260 trứng/mái/46 tuần. Vịt giống bố mẹ cho trứng sớm (ở 22 tuần tuổi), năng suất trứng cao (trên 85% trong thời gian dài), tỉ lệ phôi đạt trên 90% và ấp nở trên 80% trên tổng trứng có phôi. Khả năng thụ tinh và ấp nở của Vịt Grimaud đạt tỉ lệ cao (90%) nhờ vào quá trình chọn giống thay thế gen liên tục từ việc lai tạo những cá thể không đồng huyết.
Tỉ lệ trứng cao, có khả năng đẻ tới 260 trứng/1 mái/46 tuần. Tỉ lệ sản xuất vịt con cao, có thể sản xuất ra 210 vịt con/1 mái. Bên cạnh đó, tỉ lệ tiêu tốn thức ăn trong quá trình đẻ thấp (200g/mái/ngày bao gồm cả trống). Bên cạnh đó là tỉ lệ trứng nở cao. Mỗi lứa, tỉ lệ trứng nở đạt 90%. Do đó cũng làm cho tỉ lệ sản xuất vịt con ở mức cao. Nhìn chung một con vịt mái Grimaud sẽ cung cấp được 210 vịt con. Vịt này ít mỡ, tỉ lệ thịt cao, ít tiêu tốn thức ăn, tăng trọng nhanh, thời gian nuôi ngắn hơn các giống vịt địa phương (khoảng 56 - 60 ngày tuổi là có thể bán), nhưng vẫn cho sản phẩm thịt có chất lượng tốt. 

### Tăng trưởng
Giống vịt Grimaud có tốc độ tăng trọng rất nhanh, thời gian nuôi ngắn hơn so với các giống vịt khác được nuôi cùng thời điểm, khả năng thích nghi tốt, tỉ lệ hao hụt thấp (2%-3%), vịt đồng đều, dễ bán. Vịt Grimaud ăn ít nhưng mau lớn, lại ít mỡ. Điều này do giống vịt này không thích đi lại nhiều, do đó tỉ lệ tiêu tốn năng lượng thấp. Đây là dòng vịt siêu nạc nên tỉ lệ mỡ, tỷ lệ hao hụt sau giết mổ thấp hơn so với các loại vịt khác, chất lượng thịt vịt thơm ngon. Vịt nhanh chéo cánh và có thể xuất chuồng ở 44-45 ngày tuổi, trọng lượng xuất chuồng đạt bình quân từ 3,4 kg-3,5 kg (vào mùa rét) và 3.0 kg-3.2 kg (vào mùa nóng)
Những gày tuổi đầu cơ thể vịt rất mẫn cảm với thay đổi thời tiết vì vậy phải đảm bảo duy trì nhiệt độ úm phù hợp, để giảm tỷ lệ hao hụt đàn khi đưa vịt từ chuồng úm ra sàn nuôi cần phải chú ý tránh không để chuột, chó, mèo tấn công. Khả năng tăng trọng của vịt Grimaud nhanh nhất ở giai đoạn từ 15 ngày tuổi đến 40 ngày tuổi, sau 40 ngày tốc độ tăng trọng sẽ chậm lại do đó cần điều chỉnh lượng thức ăn cho phù hợp nhằm nâng cao được hiệu quả kinh tế.

## Nuôi công nghiệp
Vịt được sản xuất theo quy trình chăn nuôi vịt công nghiệp tiên tiến. Vịt giống ông bà được nhập từ Pháp định kỳ 6 tháng 1 lần nhằm đảm bảo cung cấp ra thị trường vịt giống bố mẹ là vịt giống mới. Vịt giống Grimaud được áp dụng kỹ thuật sản xuất tiên tiến của tập đoàn Grimau Pháp theo quy trình chăn nuôi vịt công nghiệp trong môi trường kín và khô. Vịt Grimaud là giống vịt được phòng ngừa và kiểm soát dịch bệnh nghiêm ngặt, nên nguy cơ tiềm ẩn mầm bệnh rất thấp
Vịt giống ông bà được nhập từ Pháp định kỳ 6 tháng một lần nhằm đảm bảo 100% vịt giống bố mẹ cung cấp ra thị trường là nguồn giống mới nhất. Vịt giống ông bà được nuôi trong các trang trại khô, luôn được phòng ngừa và kiểm soát dịch bệnh nghiêm ngặt theo tiêu chuẩn châu Âu. Vịt giống ông bà được chăn nuôi trong môi trường khô, đảm bảo vệ sinh, không có dịch bệnh. Tỷ lệ tiêu hao thức ăn thấp mà khối lượng vịt có thể sản xuất theo sự lựa chọn giống ban đầu. 

## TạiViệt Nam
Vịt Grimaud là giống vịt của Pháp, được nhập vào Việt Nam lần đầu năm 1990. Sau đó, nông dân bắt đầu nuôi ở nhiều nơi vì hiệu quả kinh tế mà giống vịt này đem lại. Hiện nay, giống vịt này được người chăn nuôi vịt các tỉnh thành phía Nam rất ưa chuộng vì chúng lớn nhanh và tỷ lệ thịt nạc cao. Người dân chăn nuôi quen gọi là vịt siêu nạc.

### Long An
Phương thức chăn nuôi truyền thống dần được thay thế bằng chăn nuôi tập trung giống vịt Grimaud, mô hình nuôi vịt Grimaud an toàn sinh học triển khai mô hình chăn nuôi vịt Grimaud an toàn sinh học tại xã Tân Đông (huyện Thạnh Hóa) với quy mô 9 hộ chăn nuôi, mỗi hộ 100 con giống. Sau 2 tháng nuôi, tỉ lệ vịt sống đạt trên 95%, có trọng lượng đồng đều, cho hiệu quả kinh tế cao, lợi nhuận đạt 12%

### Vĩnh Long
Mô hình chăn nuôi tập trung tại huyện Tam Bình, thực hiện mô hình chăn nuôi vịt an toàn sinh học và tập trung. Giống vịt chọn thực hiện mô hình là giống vịt Grimaud. Tỷ lệ tiêu tốn thức ăn thấp, tăng trọng nhanh, có khả năng cho sản phẩm thịt tốt như: tỷ lệ thịt cao và ít mỡ, đồng thời vịt giống ông bà được nuôi trong các trang trại khô, luôn được phòng ngừa và kiểm soát dịch bệnh nghiêm ngặt nên nguy cơ tiềm ẩn mần bệnh là rất thấp. Sau thời gian nuôi khoảng 65 ngày trọng lượng vào khoảng 3,2 – 3.4 kg

### Bình Dương
Ở Bình Dương cho thấy iệu quả từ mô hình nuôi vịt thịt kiểu mới ở xã Vĩnh Hòa, huyện Phú Giáo trong đó có hộ đang nuôi 1800 con vịt giống Grimaud. Sau 1 tháng nuôi, cho dù trong mùa mưa nhưng vịt chỉ hao hụt 0,6%, dự kiến vịt nuôi sau 20 ngày nữa sẽ đạt 3,2-3,4 kg/con. Đàn vịt sau 1 tháng 20 ngày nuôi sẽ mang về lợi nhuận trên 50 triệu đồng. Phương thức nuôi này có nhiều ưu điểm nổi bật. Vịt sinh trưởng và phát triển tốt, ít hao hụt. Vịt được che mát nhờ tán cao su, hạn chế tối đa mùi hôi, từ đó hạn chế các bệnh về đường hô hấp của vịt. 

### Bình Phước
Chăn nuôi vịt khô là Tiềm năng phát triển trên địa bàn tỉnh Bình Phước. Phương thức chăn nuôi vịt chạy đồng truyền thống dẫn đến nhiều hạn chế. Hiện nay phương thức này dần được thay thế bằng phương cách mới là chăn nuôi tập trung. Phương thức chăn nuôi vịt trên cạn (nuôi khô trong nhà) đã và đang được áp dụng rộng rãi với giống vịt Grimurd.

### Đồng Nai
Đồng Nai là tỉnh dẫn đầu cả nước về tổng đàn vịt thịt cung ứng về thị trường Thành phố Hồ Chí Minh theo mô hình chăn nuôi vịt công nghiệp trong vườn cây ăn trái, vườn cao su, vườn điều. Đây là mô hình chăn nuôi vịt hiện đại được các chuyên gia Pháp của Công ty TNHH Grimaud Vietnam chuyển giao, mang lại hiệu quả rất cao cho người chăn nuôi địa phương, cung ứng con giống vịt Star53 của Grimaud

### Thái Nguyên
Mô hình giảm nghèo từ chăn nuôi Vịt thương phẩm giống Grimaud Star 53-Pháp. Các hộ chăn nuôi được Nhà nước hỗ trợ 90% kinh phí mua con giống, 80% thức ăn tổng hợp, 70% thuốc thú y. Sau hơn 2 tháng triển khai thực hiện, vịt phát triển tốt, kích cỡ vịt tương đối đồng đều tỷ lệ xuất chuồng đạt 95%, nuôi trong thời gian 50 ngày, trung bình mỗi con đạt từ 3 kg đến 3,5 kg, ước sau khi trừ chi phí với giá bán 45.000đồng/kg mỗi hộ có thể lãi từ 3 đến trên 3 triệu đồng. 

### Hà Nội
Làm giàu từ chăn nuôi vịt Grimaud tập trung tại huyện Thường Tín, xã Văn Phú với mô hình chăn nuôi vịt thịt tập trung bằng giống Grimaud, đưa giống vịt Grimaud vào sản xuất, giá bán 39.000đ-40.000đ/kg vịt hơi thì sau khi trừ chi phí sản xuất (khoảng 34.000đ-35.000đ/kg vịt hơi chi phí thức ăn chăn nuôi, thuốc thú y, vaccine phòng bệnh, tiền điện...) sẽ thu về được từ 15.000đ-20.000đ/01 con vịt xuất bán